# Eois tegularia
Eois tegularia là một loài bướm đêm trong họ Geometridae.